# Baby boom

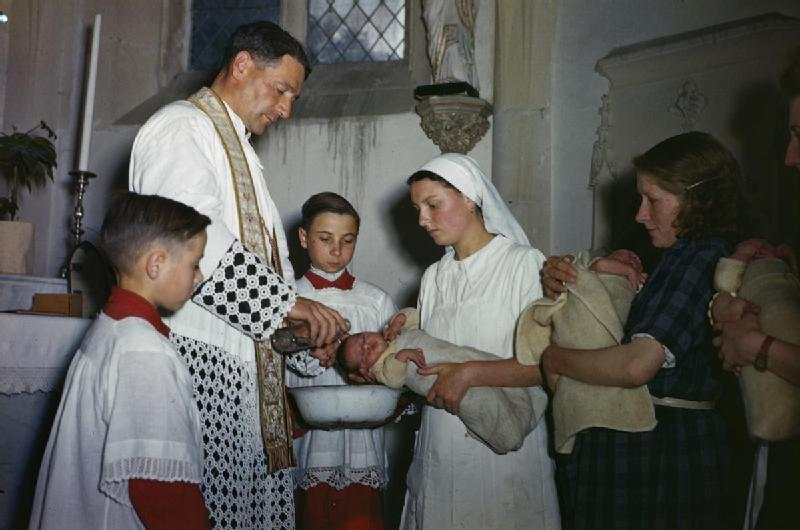
Una cerimonia di battesimo multiplo in Francia nel 1944

Un baby boom (lett. "esplosione dei bebè") è un aumento significativo del tasso di natalità. Sebbene riferibile a qualunque evento di esplosione demografica localizzato nello spazio e nel tempo, per antonomasia si intende con baby boom soprattutto l'aumento demografico che si verificò in Nordamerica e in Europa occidentale subito dopo la fine della seconda guerra mondiale. I nati durante questo periodo sono detti baby boomers (o semplicemente boomers). Il periodo in questione si estende dal 1945 fino al 1955-60 o anche fino alla metà degli anni '70, a seconda delle fonti, e può variare da paese a paese. In Italia il fenomeno si registrò con un certo ritardo e le generazioni più numerose furono quelle degli anni 1963, 1964 e 1965.
Durante i primi due decenni del XXI secolo, la transizione verso la pensione della generazione dei baby boomers ha creato un nuovo grande effetto socioeconomico, definito in francese papy boom, o "boom dei nonni".

## Il baby boom della fine della seconda guerra mondiale
La seconda guerra mondiale terminò nel 1945. Ad essa seguì un periodo di grande crescita economica, stimolata dalla necessità di ricostruzione. La rinnovata prosperità economica, aggiunta a un maggiore senso di sicurezza causata dalla ritrovata situazione di pace, creò le condizioni per una maggiore fiducia nel futuro, che si tradusse a sua volta in un sensibile aumento delle nascite. Tale periodo della storia nordamericana ed europea è stato definito come caratterizzato dalle "4P": "Pace, prosperità, pieno impiego, progresso".

## Aree geografiche

### Africa
Il continente africano ha sperimentato un baby boom nei primi decenni del XXI secolo: "Secondo un rapporto dell'UNICEF, quasi 2 miliardi di bambini nasceranno in Africa tra il 2015 e il 2050, e le due principali forze trainanti dietro questa ondata di nascite sono gli alti tassi di fertilità e l'aumento del numero di donne in grado di avere figli per conto proprio."
La crisi dell'HIV/AIDS in Africa ha contribuito localmente al boom demografico. Il denaro degli aiuti stanziato per la contraccezione, è stato dirottato negli ultimi due decenni verso la lotta all'HIV, il che porta il numero di nuovi bambini nati a superare di gran lunga le morti per AIDS.

### America

#### Canada
Nel paese nordamericano il tasso annuo di nascite raggiunse “il suo punto più basso in Canada nel 1937 a 20,1 per 1.000 abitanti. Il miglioramento delle condizioni economiche portò alla sua ripresa, che subì un'accelerazione durante la seconda guerra mondiale. Questo tasso raggiunse 24,3 per 1.000 abitanti nel 1945. Nel 1946, salì a 27,2 e ha oscillò tra 27 e 28,5 fino al 1959 per poi ridiscendere gradualmente ”.

#### Stati Uniti

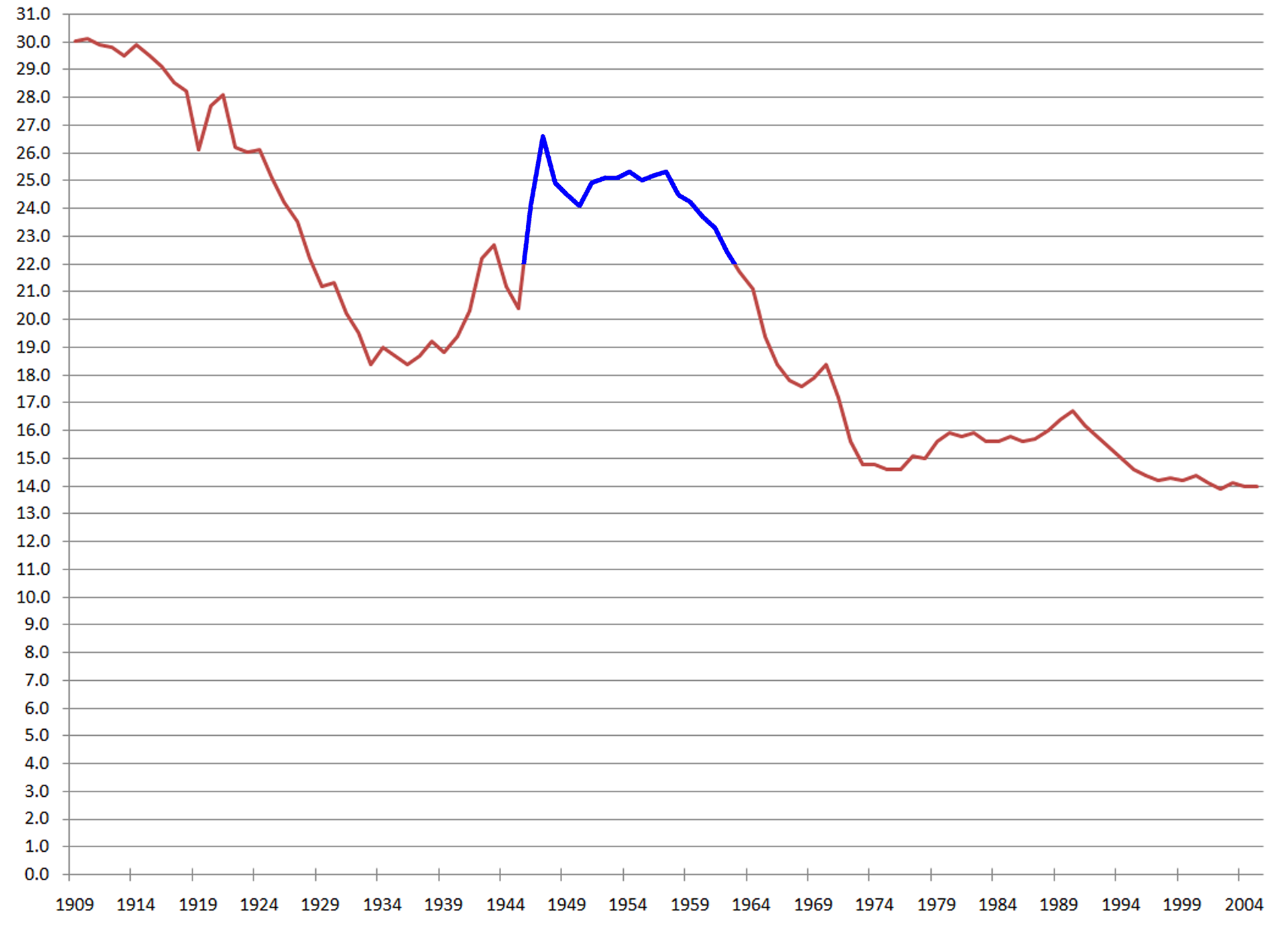
Tasso di natalità negli Stati Uniti nel XX secolo: il baby boom del secondo dopoguerra è evidenziato in blu

Negli Stati Uniti il termine "baby boom" si riferisce molto spesso al baby boom del secondo dopoguerra (1941-1964), quando il numero di nascite annuali superò il dato di 2 per 100 donne (o circa l'1% della dimensione totale della popolazione). Ci sono circa 78,3 milioni di americani nati durante questo periodo. Il termine è però applicabile anche ad altre espansioni di popolazione simili, avvenute nel paese:
- Baby boom del primo dopoguerra: (1918-1929)
- Baby boom del secondo dopoguerra: (1941-1964, anche se le date precise variano a seconda della fonte).
- Echo Boomers o Millennials: definito comunemente dai primi anni '80 alla metà degli anni '90[12][13].

##### Effetti sulla dipendenza causati dal baby boom del secondo dopoguerra
Durante il Baby boom del 1941-1964, sperimentato dopo la seconda guerra mondiale, negli Stati Uniti il drammatico aumento delle nascite ha portato ad un indice di dipendenza più elevato, ovvero a una consistente parte della popolazione sotto i 15 anni o sopra i 65, quindi al di fuori dell'intervallo di età che caratterizza normalmente la forza lavoro. La demografia di questo baby boom prevede che aumenterà ancora una volta l'indice di dipendenza, quando la maggioranza dei boomers avrà più di 65 anni. Alcuni dei 78 milioni di baby boomers inizieranno a raggiungere l'età pensionabile nel 2011. Nel 2000, solo il 12,4% della popolazione aveva 65 anni o più, ma tale dato è salito al 18% entro il 2020. Il governo statunitense ha di conseguenza sostenuto la sicurezza sociale per la popolazione sopra i 65 anni, aumentando il budget per finanziare programmi sanitari come Medicaid.

### Asia
I paesi dell'Asia incontrarono molte difficoltà dopo la fine della seconda guerra mondiale, e Corea del Sud, Taiwan e Giappone ebbero un successivo e più debole baby boom, negli anni '50. Il più importante baby boom in Asia si ebbe nella Repubblica Popolare Cinese, subito dopo la grande carestia cinese, tra il 1962 e il 1976. Questo tardivo baby boom è stato molto significativo, e nel 2019 i baby boomer rappresentavano quasi un quarto della popolazione cinese

#### Giappone

Tassi di natalità in Giappone dal 1900

In Giappone, il primo baby boom si verificò tra il 1947 e il 1949. Il numero di nascite in questi tre anni supera i 2,5 milioni ogni anno, portando il numero totale di nascite a circa 8 milioni. I 2,69 milioni di nascite nel 1949 sono il dato più alto mai registrato nelle statistiche del dopoguerra. Le persone nate in questo periodo sono chiamate "generazione del baby boom" (団 塊 の 世代, dankai no sedai, che significa "la generazione del nodulo").
Spesso con "secondo baby boom" ci si riferisce a un periodo di oltre 2 milioni di nascite dal 1971 al 1974, con il numero di nascite nel 1973 che ha raggiunto il picco di 2,09 milioni. Tuttavia, a differenza del primo baby boom, questo aumento del numero di nascite non è accompagnato da un aumento del tasso di fertilità totale. Le persone nate in questo periodo sono spesso chiamate "baby boom junior" (団 塊 ジ ュ ニ ア, dankai junia).
Il tasso di nascite nel Paese asiatico è stato costantemente in calo dal secondo baby boom.

#### Israele
Israele ha vissuto un costante baby boom sin dall'indipendenza, con il più alto tasso di fertilità tra i paesi dell'OCSE a 3,1 figli per donna. Oltre ad avere il più alto tasso di fertilità tra i paesi sviluppati, è l'unico paese sviluppato a non aver mai avuto un tasso di fertilità sub-sostitutivo. Il baby boom israeliano iniziò nel 1947, un anno prima dell'indipendenza, quando il tasso di fertilità tra gli Yishuv, o la popolazione ebraica di quella che allora era la Palestina mandataria, iniziò a salire drammaticamente a causa delle conseguenze dell'Olocausto e delle aspettative di indipendenza ebraica.

### Europa

#### Francia
Dopo essere stata in una fase di stallo con bassi tassi di natalità, la Francia sperimentò un baby boom dopo il 1945. La sensazione che la popolazione fosse troppo esigua, soprattutto in confronto alla più potente Germania, era un tema comune in Francia all'inizio del XX secolo. Le politiche pronataliste furono proposte negli anni '30 e attuate negli anni '40.
Inoltre, ci fu dal secondo dopoguerra un'immigrazione costante, soprattutto dalle ex colonie francesi in Nord Africa. La popolazione francese crebbe da 40,5 milioni nel 1946 a quasi 50 milioni nel 1968 e poco meno di 60 milioni nel 1999. La popolazione agricola diminuì drasticamente, dal 35% della forza lavoro nel 1945 a meno del 5% nel 2000. Nel 2004, la Francia aveva il secondo tasso di natalità più alto in Europa, dietro solo all'Irlanda.

#### Romania

Il rapporto tra nascite e morti in Romania dal 1950

Il divieto dell'aborto e della contraccezione, introdotto in Romania dal 1967 al 1989, causò un baby boom nel Paese balcanico, con conseguente sovraffollamento degli ospedali. Un articolo del Chicago Tribune del 26 dicembre 1967 affermava che un medico doveva supplicare una donna di partorire a casa a causa del sovraffollamento degli ospedali. La testata affermava anche che "le donne incinte dovevano condividere i letti d'ospedale e i bambini malati venivano messi in tende a ossigeno in gruppi". Inoltre, una serie di politiche etno-nazionalistiche del leader rumeno dell'epoca, Nicolae Ceaușescu, contribuì ulteriormente al baby boom. Per incoraggiare le persone dei gruppi etnici dominanti ad avere più figli, il governo rumeno istituì incentivi finanziari, in particolare una tassa per chiunque avesse più di 25 anni e fosse senza figli. Ciò motivò molte persone ad avere figli in giovane età, portando a un aumento delle nascite, il cui tasso iniziò a scendere solo negli anni '80.